# Stronger (Sara Evans)
Stronger è il sesto album in studio della cantante country statunitense Sara Evans, pubblicato nel 2011.

## Tracce
1. Desperately – 3:13
2. A Little Bit Stronger – 5:04
3. My Heart Can't Tell You No – 4:33
4. Anywhere – 4:06
5. Alone – 3:25
6. Ticket to Ride – 4:22
7. Life Without Losing – 3:42
8. What That Drink Cost Me – 4:00
9. Wildfire – 3:38
10. Born to Fly (Bluegrass version) – 3:36
11. Cabana Boy (iTunes bonus track) – 3:22